# Qiu Zhijie
Qiu Zhijie (chinesisch 邱志杰, Pinyin Qiu Zhijie, * 1969 in Zhangzhou) ist ein chinesischer Videokünstler und Fotograf. 

## Leben
Qiu Zhijie studierte bis 1992 an der Kunstakademie in Hangzhou. Er lebt in Peking und ist in der chinesischen Kunstszene etabliert, im Westen dagegen nahezu unbekannt.

## Werk
Sein 2006 begonnenes Langzeitprojekt Suizidologie der Nanjinger Yangtzi Brücke umfasst sowohl ein stetig wachsendes Archiv als auch eine theoretische und kunstpraktische Auseinandersetzung mit dem Phänomen, dass seit ihrer Fertigstellung 1968 über 2000 Menschen die Yangtzi-Brücke in der ostchinesischen Stadt Nanjing als Ort ihres Freitodes wählten.

### Ausstellungen
- 2009: Götzendämmerung, Haus der Kulturen der Welt, Berlin[1]